# إنريك ميراليس
إنريك ميراليس (بالإسبانية: Enric Miralles)‏ (و. 1955 – 2000 م) هو مهندس معماري، وبروفيسور إسباني، ولد في برشلونة، توفي في سان فيلايو دي كودايناس، عن عمر يناهز 45 عاماً، بسبب سرطان الدماغ.

## التعليم
تعلم في جامعة كولومبيا، وتعلم في Escola Tècnica Superior d'Arquitectura de Barcelona ‏، وتعلم في جامعة البوليتكنيك في كاتالونيا
.

## أعمال بارزة
من أهم أعماله:
- مبنى البرلمان الاسكتلندي.

## جوائز
حصل على جوائز منها:

National Cultural Heritage Award ‏